# Paula Pöhlsen
Paula Pöhlsen (Alemania, 11 de septiembre de 1913-6 de enero de 2003) fue una gimnasta artística alemana, campeona olímpica en Berlín 1936 en el concurso por equipos.

## Carrera deportiva
En las Olimpiadas de Berlín de 1936 ayuda a su equipo a conseguir el oro en el concurso por equipos, quedando situadas en el podio por delante de las checoslovacas y húngaras, y siendo sus compañeras: Anita Bärwirth, Isolde Frölian, Friedl Iby, Trudi Meyer, Erna Bürger, Julie Schmitt y Käthe Sohnemann.